# وزارة التوظيف والعمل (كوريا الجنوبية)

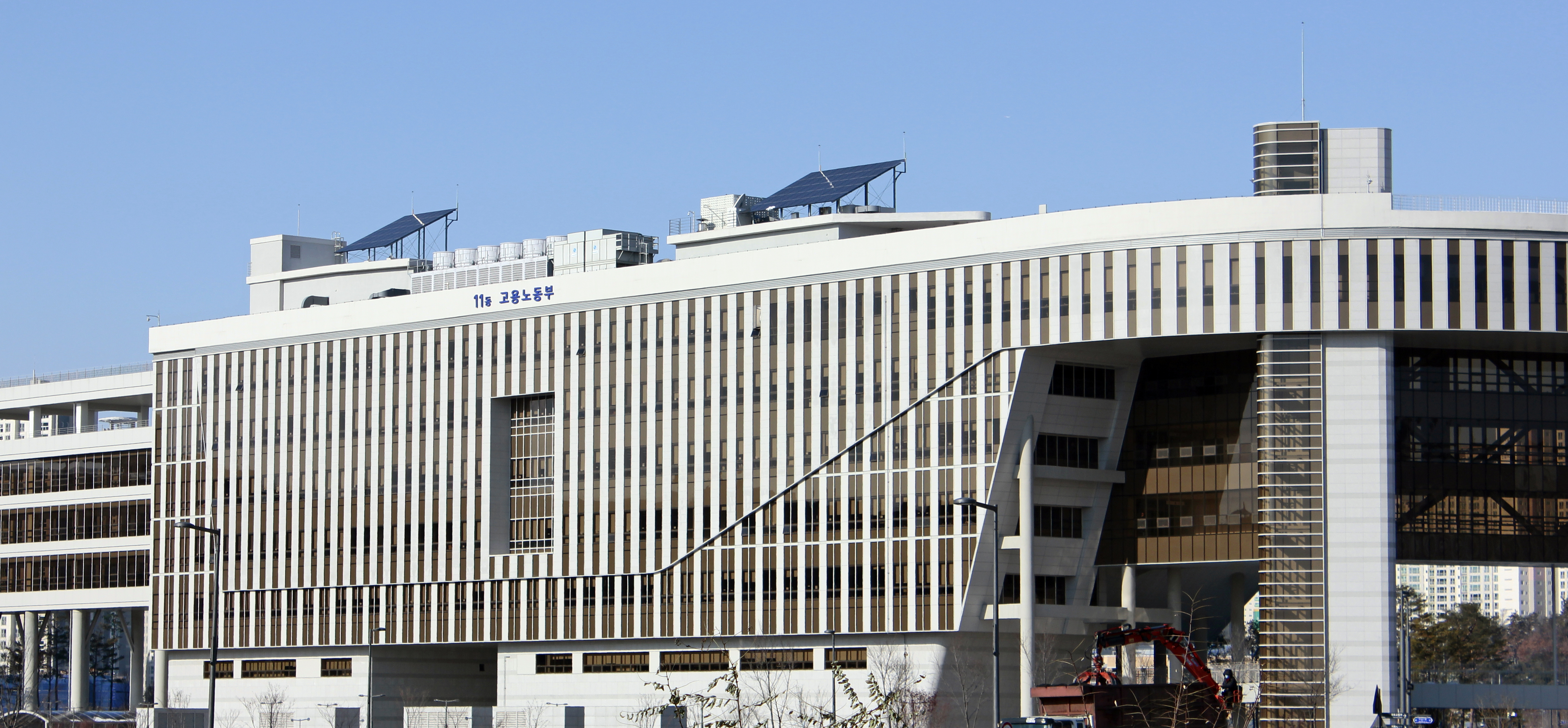
المقر الرئيسي في مدينة سيجونغ

وزارة التوظيف والعمل (كوريا الجنوبية) (بالكورية: 고용노동부) هي إحدى وزارات الحكومة في كوريا الجنوبية، وتُعنى بتنظيم شؤون العمل والتوظيف، بما في ذلك تطوير سياسات سوق العمل، وحماية حقوق العمال، والإشراف على علاقات العمل. تُعد الوزارة جزءًا من مجلس وزراء كوريا الجنوبية.
تعود جذور الوزارة إلى "قسم العمل" الذي أُنشئ في 11 نوفمبر 1948، وكان آنذاك تحت إشراف وزير الشؤون الاجتماعية. وفي 8 أبريل 1981، تمت ترقية القسم إلى مستوى وزارة، مما منحه صلاحيات أوسع ونطاقًا تنظيميًا مستقلاً ضمن الحكومة المركزية.

## وصلات خارجية
- وزارة التوظيف والعمل
- وزارة التوظيف والعمل باللغة الكورية
- وزارة العمل (أرشيف)
- وزارة العمل باللغة الكورية (أرشيف)